# Zicker See

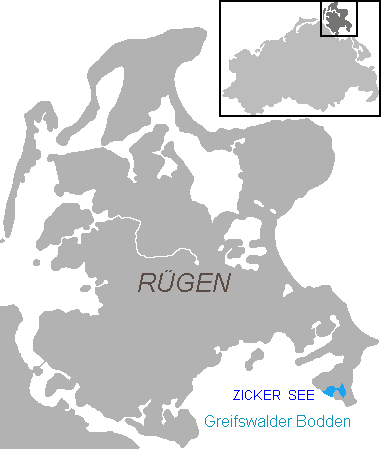
Lage Zicker See

Der Zicker See (auch Zicker-See) ist eine Bucht im Osten des Rügischen Boddens, die tief in die Halbinsel Mönchgut, den Südostzipfel Rügens, einschneidet und dabei die Halbinsel Klein Zicker von der übergeordneten Halbinsel Mönchgut bis auf eine Landenge von weniger als 500 Metern abschneidet.

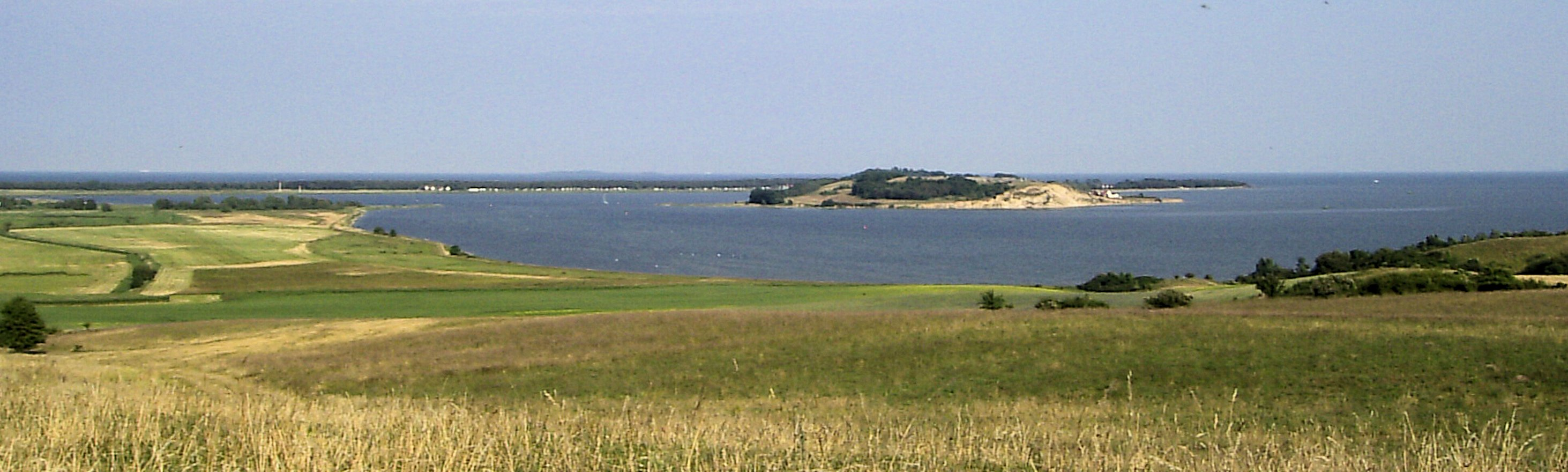
Blick vom Großen Zicker auf den Zicker-See und den Kleinen Zicker mit dem 38 Meter hohen Zickerschen Berg

Die Bucht ist zirka einen Kilometer lang, 1,6 Kilometer breit und öffnet in Richtung Westen zum Rügischen Bodden, dem Nordteil des Greifswalder Boddens. Der Durchgang zum Greifswalder Bodden ist nur 250 Meter breit und muss wegen ständiger Sandanspülung durch Ausbaggern der ca. 30 Meter breiten Fahrrinne für Fischer- und Sportboote freigehalten werden. Ansonsten würde sich aus den Sandhaken Kirkenort und Lüttzicker Urt eine Nehrung bilden. Im Norden wird der Zicker See durch den Großen Zicker mit den bis zu 66 m hohen Zickerschen Bergen, im Südwesten durch den fast kreisrunden Kleinen Zicker mit dem Lüttzicker Urt und im Süden durch die Südost-Spitze Rügens begrenzt. Im Osten nähert sich der Zicker See zwischen Lobbe und Thiessow bis auf 500 Meter der offenen Ostsee.
Zu Anfang des 19. Jahrhunderts gab es Pläne der Schweden, mit Gustavia einen befestigten Kriegshafen am Zicker-See zu errichten.
Am Zicker See liegen die Ortschaften Groß Zicker und Klein Zicker. In Groß Zicker, Klein Zicker sowie nahe Thiessow befinden sich drei durch Molen geschützte kleine Häfen, die von Fischerei- und Sportbooten genutzt werden. Größte Anlage ist der Hafen Thiessow im Südosten.
Die Bucht ist Bestandteil des Biosphärenreservates Südost-Rügen und des Naturschutzgebietes Mönchgut.